# Saint-Clément (Aisne)
Saint-Clément ist eine französische Gemeinde mit 47 Einwohnern (Stand 1. Januar 2022) im Département Aisne in der Region Hauts-de-France (vor 2016 Picardie). Sie gehört zum Arrondissement Vervins, zum Kanton Hirson und zum Gemeindeverband Trois Rivières.

## Geographie
Die Gemeinde Saint-Clément liegt am Fluss Brune in der Thiérache, 14 Kilometer südöstlich von Vervins und 18 Kilometer südlich von Hirson.  Nachbargemeinden von Saint-Clément sind Coingt im Norden, Cuiry-lès-Iviers im Osten, Morgny-en-Thiérache im Süden sowie Dagny-Lambercy im Westen.

## Bevölkerungsentwicklung
| Jahr                       | 1962 | 1968 | 1975 | 1982 | 1990 | 1999 | 2006 | 2013 | 2022 |
| Einwohner                  | 96   | 80   | 66   | 71   | 69   | 59   | 54   | 54   | 47   |
| Quellen: Cassini und INSEE |      |      |      |      |      |      |      |      |      |

## Sehenswürdigkeiten
- Wehrkirche Saint-Clément aus dem 13. Jahrhundert
- Lavoir

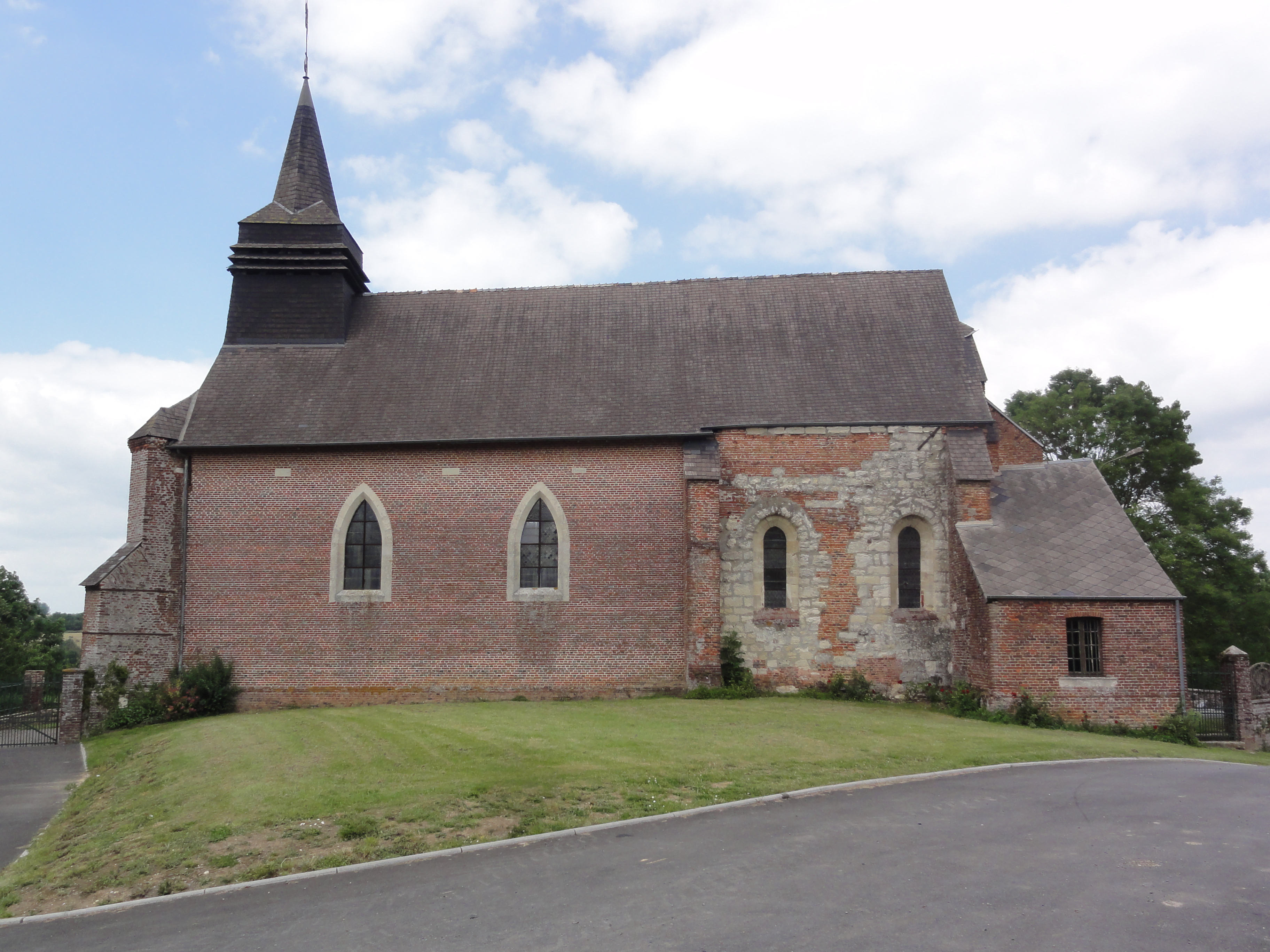
Kirche Saint-Clément
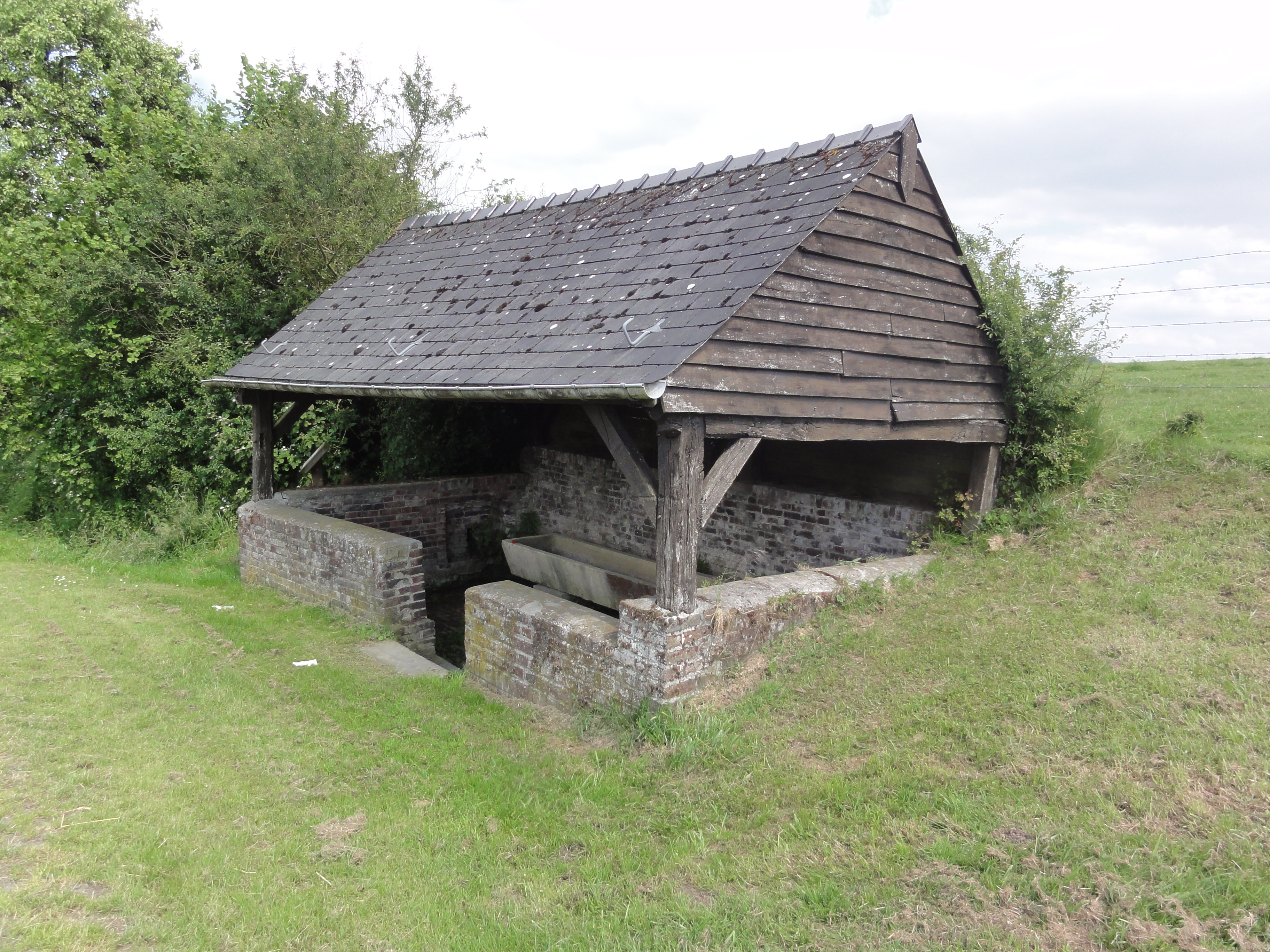
Lavoir